# Fox Lake (Montana)
Fox Lake és una concentració de població designada pel cens dels Estats Units a l'estat de Montana. Segons el cens del 2000 tenia 157 habitants.

## Demografia
Segons el cens del 2000, Fox Lake tenia 157 habitants, 58 habitatges, i 41 famílies. La densitat de població era de 14,4 habitants per km².
Dels 58 habitatges en un 46,6% hi vivien nens de menys de 18 anys, en un 63,8% hi vivien parelles casades, en un 3,4% dones solteres, i en un 29,3% no eren unitats familiars. En el 29,3% dels habitatges hi vivien persones soles el 15,5% de les quals corresponia a persones de 65 anys o més que vivien soles. El nombre mitjà de persones vivint en cada habitatge era de 2,71 i el nombre mitjà de persones que vivien en cada família era de 3,39.
Per edats la població es repartia de la següent manera: un 36,9% tenia menys de 18 anys, un 2,5% entre 18 i 24, un 31,2% entre 25 i 44, un 17,2% de 45 a 60 i un 12,1% 65 anys o més.
L'edat mediana era de 30 anys. Per cada 100 dones de 18 o més anys hi havia 94,1 homes.
La renda mediana per habitatge era de 31.000 $ i la renda mediana per família de 36.667 $. Els homes tenien una renda mediana de 21.250 $ mentre que les dones 19.250 $. La renda per capita de la població era de 14.443 $. Aproximadament l'11,4% de les famílies i el 16,2% de la població estaven per davall del llindar de pobresa.

## Poblacions més properes
El següent diagrama mostra les poblacions més properes.